# Leo Perutz
Leopold Perutz (Praga, 2 novembre 1882 – Bad Ischl, 25 agosto 1957) è stato uno scrittore e drammaturgo austriaco.

## Biografia

### La famiglia
Leopold Perutz nasce a Praga, nell'Impero austro-ungarico, il 2 novembre 1882. Suo padre, Benedikt Perutz, è un importante commerciante tessile della città; sua madre Emilie è di origine austriaca. Leopold è il maggiore di quattro fratelli, dopo di lui vengono alla luce Paul (1885), la sorella Charlotte (1888) e Hans (1892). La famiglia Perutz è di origine spagnola, ma insediatasi a Rakovník, una cittadina situata ad una sessantina di chilometri dalla capitale boema già dalla metà del XVIII secolo. I Perutz sono di fede ebraica, ma non professano attivamente e da lunghi anni ormai sono quello che si dice una famiglia secolarizzata.

### La formazione scolastica e il servizio militare
Il giovane Leopold non è affatto uno studente modello, frequenta con scarsi risultati la prestigiosa scuola dei Padri Scolopi ed il ginnasio statale a Praga, dal quale viene espulso per cattiva condotta. Iscrittosi al liceo di Český Krumlov lo abbandona prima del diploma. Nel 1901 la famiglia si trasferisce a Vienna e vi instaura una fiorente attività commerciale che rimarrà attiva sino alla annessione dell'Austria da parte della Germania nazista. Leopold tenta di nuovo di completare i suoi studi liceali in un ginnasio della città austriaca, ma visti gli scarsi risultati decide di lavorare nella ditta di famiglia, sino al 1903, quando partirà come volontario per prestare servizio militare presso i vigili del fuoco di Praga da dove verrà congedato per motivi di salute nel dicembre del 1904.

### L'università e l'esordio letterario
Negli anni successivi è con ogni probabilità nuovamente impiegato nella azienda tessile di famiglia. A partire dal 1905 frequenta le facoltà di filosofia e di matematica della Università di Vienna. Leo Perutz non è in possesso dei requisiti di ammissione ai corsi e segue pertanto come uditore straordinario le lezioni di matematica ed economia. Nel 1906 passa al Politecnico di Vienna dove si occupa di calcolo delle probabilità, statistica, matematica attuariale ed economia politica. Alcuni documenti personali rinvenuti successivamente alla sua scomparsa attestano una laurea in matematica attuariale ottenuta proprio a Vienna sebbene sembri che mai lo scrittore abbia conseguito quel diploma di scuola superiore necessario per accedere alla formazione universitaria.
Durante questo periodo entra in contatto con il circolo letterario denominato Freilicht composto in massima parte da scrittori esordienti. Stringe amicizia con Richard A. Bermann, già suo compagno di classe al liceo di Vienna, che più tardi diverrà famoso con lo pseudonimo di Arnold Höllriegel, con Berthold Viertel e con Ernst Weiß. Certamente subisce l'influenza di Karl Kraus, lo scrittore austriaco autore di un monumentale dramma satirico contro la guerra: Gli ultimi giorni della umanità. Karl Kraus infatti fonda e dirige in quegli anni la rivista Die Fackel della quale Perutz è un fedele lettore. Nel febbraio del 1906 esce sulla rivista Der Weg il suo primo racconto mentre nel marzo del 1907 viene pubblicata sul Sonntags-Zeit la sua prima novella: Der Tod des Mess Lorenzo Bardi (Morte di Messer Lorenzo Bardi), ambientata nella Italia rinascimentale.

### (1907-1915) La matematica attuariale e i caffè letterari viennesi
A partire dall'ottobre del 1907 Leo Perutz è a Trieste, impiegato come matematico attuariale presso la Assicurazioni Generali, la stessa compagnia assicurativa per la quale, nello stesso periodo, nella agenzia praghese lavora Franz Kafka con analoghe mansioni. All'ordinario lavoro di statistico Perutz affianca la pubblicazione di recensioni e racconti. Nel 1908 lascia Trieste per Vienna, dove è impiegato presso la compagnia di assicurazione Anker, impiego che mantiene sino al 1923. Come statistico attuariale Leo Perutz lascerà un contributo scientifico importante occupandosi principalmente di calcolo dei tassi di mortalità, pubblicando interventi su diverse riviste del settore e ricavando la cosiddetta formula di equivalenza di Perutz, formula matematica che verrà utilizzata ancora a lungo nel calcolo attuariale. Per tutta la vita lo scrittore si interessa ai problemi matematici e la matematica rivestirà un ruolo chiave nella costruzione della sua opera letteraria.
A Vienna Leo Perutz frequenta numerosi caffè letterari fulcro di una vitalità culturale nuova ed alternativa che, sostenuta spesso da editori capaci ed intraprendenti, si oppone alla rigidità degli ambienti accademici. In locali come il Café Museum o il Café Central si riuniscono gruppi di scrittori dilettanti, amatori ed irregolari della letteratura che trascorrono il loro tempo nella lettura reciproca dei propri testi e facendo giochi di società. Alla sua cerchia di conoscenze appartengono personalità importanti della cultura mitteleuropea di quegli anni: Peter Altenberg, Hermann Bahr, Oskar Kokoschka e Alfred Polgar. Negli anni che vedono l'Europa avviarsi verso il primo conflitto mondiale, Leo Perutz prende attivamente parte alla vita culturale della capitale austriaca, ma si dedica anche allo sport, in particolare allo sci. Compie numerosi viaggi che lo portano a visitare diversi paesi del bacino del Mediterraneo: Francia, Italia, Spagna, il Nordafrica, la Turchia, il Libano, la Palestina e l'Egitto. Quello di Leo Perutz è uno stile di vita difficilmente sostenibile con lo stipendio di un impiegato assicurativo, ragion per cui è facile ipotizzare che in questo periodo lo scrittore usufruisca di un contributo economico proveniente dalla famiglia.

### (1915-1918) I primi successi letterari e la guerra
Nel 1915 vede la luce a Monaco di Baviera il primo romanzo dello scrittore: Die dritte Kugel (La terza pallottola) e nel 1916 un secondo romanzo, scritto in collaborazione con Paul Frank, Das Mangobaumwunder (Il miracolo dell'albero di Mango). Entrambi i romanzi ottengono un discreto successo editoriale. In particolare Die dritte Kugel, che viene recensito in termini molto lusinghieri da Kurt Tucholsky. In un periodo nel quale il cinema è appena ai suoi esordi vengono immediatamente venduti i diritti cinematografici de Das Mangobaumwunder; il romanzo fu portato sugli schermi nel 1921 con il titolo Das Abenteuer des Dr. Kircheisen (L'avventura del dottor Kircheisen), per la regia di Rudolph Biebrach.
Perutz non si lascia coinvolgere dall'entusiasmo bellicistico e interventista che anima parecchi scrittori di quel periodo. Inizialmente, a causa della forte miopia che lo aveva costretto ad abbandonare i vigili del fuoco nel 1904, non viene richiamato al fronte ma nell'agosto del 1915 viene ugualmente mobilitato e trasferito a Budapest per un corso di addestramento al termine del quale, nel marzo del 1916, è inviato direttamente a combattere sul fronte orientale. Nel luglio dello stesso anno rimane ferito gravemente ai polmoni e, colpito da setticemia, è costretto ad una lunga degenza in un ospedale militare. Viene dimesso circa un anno dopo con il grado di tenente e inviato a prestare servizio presso il quartier generale dell'esercito austriaco dove ricopre essenzialmente incarichi di tipo amministrativo e di crittografia all'interno della sezione cifra e dove incontra Egon Erwin Kisch che successivamente si affermerà come uno dei più importanti giornalisti e reporter della prima metà del secolo. Nel marzo del 1918 sposa Ida Weil, una ragazza di 13 anni più giovane che aveva conosciuto nel 1913.

### (1918-1928) Il successo
Sempre nel 1918 viene pubblicato il suo primo grande successo editoriale Zwischen neun und neun (Dalle nove alle nove), un romanzo che fu accolto con grande favore dalla critica ufficiale che, in taluni casi, arrivò a paragonare Perutz a Dostoevskij. I diritti del romanzo vengono acquistati da una casa cinematografica statunitense che però non girerà nessun film.
È sempre a Vienna che lo scrittore segue con partecipazione gli eventi epocali che contraddistinguono gli anni a cavallo tra il 1918 e il 1919. Si iscrive al Partito Socialdemocratico e partecipa a numerose manifestazioni politiche, pubblica diversi articoli nei quali attacca con veemenza la giustizia militare austriaca e di tanto in tanto prende parte ai consigli di fabbrica della azienda per la quale lavora. Le sue simpatie partitiche non sono determinate da orientamenti ideologici, quanto dal fatto che il Partito Socialdemocratico è quello che sostiene con più convinzione l'Anschluss, ovvero il ricongiungimento della Austria post-bellica alla giovane repubblica tedesca, meglio conosciuta come Repubblica di Weimar e Leo Perutz crede in questa unificazione come ad una possibilità per invertire le sorti dell'Europa avviata, nella sua visione, verso la catastrofe e vede nel parlamentarismo repubblicano alla tedesca, la possibilità di una reale rappresentatività popolare.
Gli anni tra il 1918 e il 1919 sono anche anni molto produttivi dal punto di vista letterario. In questo periodo Leo Perutz pubblica ben sei romanzi che risulteranno tra i più apprezzati da pubblico e critica. La sua produzione non si fermò ai romanzi, ma comprese anche dei racconti brevi, delle novelle e persino delle sceneggiature. Nel 1928 vede la luce il romanzo Wohin rollst du, Äpfelchen... (Dove rotoli, piccola mela - comparso in Italia con il titolo "Tempo di spettri"), pubblicato a puntate sulla Berliner Illustrirte Zeitung.
Il successo lo rende famoso anche in Germania e grazie alla notorietà raggiunta, si allarga considerevolmente la cerchia di intellettuali legati allo scrittore, anche da semplice relazione epistolare: Bertolt Brecht, Theodor Kramer, Anton Kuh, Robert Musil, Friedrich Reck-Malleczewen, Alexander Roda Roda e Franz Werfel, solo per citarne alcuni; in particolare l'amicizia con Bruno Brehm, il romanziere austriaco che più tardi sposa con entusiasmo la ideologia e la causa nazista, costa a Perutz, data l'origine ebraica, durissime critiche. Nonostante tutto il loro legame rimase saldo per tutta la vita e, finita la guerra, difese l'amico con vigore, testimoniandone le convinzioni antirazziste. Brehm d'altra parte non fu il solo intellettuale amico di Perutz che risultò pesantemente coinvolto con il nazismo, tra gli intimi dello scrittore troviamo infatti anche Josef Weinheber, il poeta viennese suicida al crollo del Terzo Reich e Mirko Jelusich autore di alcuni romanzi storici che inneggiano palesemente alla figura del Führer. Con tutti questi ed altri intellettuali lo scrittore ebreo praghese condivide il senso di non appartenenza, di marginalità culturale, di anticonformismo, di esclusione dai grandi circoli accademici della letteratura; una originalità alla quale si interessò, strumentalmente e con molte manipolazioni, la propaganda di regime, operazione questa dalla quale Perutz rimarrà immune.
Il punto di incontro di questo gruppo di intellettuali è rappresentato dal Café Herrenhof a Vienna. Nel retrobottega del caffè, Perutz dispone sempre di un tavolo dove è solito giocare intense e passionali partite di carte e tarocchi con i suoi amici, lasciandosi andare a scenate talvolta anche violente. Sempre in questo periodo Leo Perutz incontra Alexander Lernet-Holenia, il romanziere austriaco che si definirà più tardi discepolo e che curò la pubblicazione postuma dell'ultimo romanzo perutziano: Der Judas des Leonardo (Il Giuda di Leonardo).
I coniugi Perutz sono una coppia felice: Ida e Leo abitano a partire dal 1922 in un appartamento di 4 stanze in prossimità del Liechtensteinparks, a Vienna. Nel 1920 nasce Michaela, la primogenita dei Perutz alla quale, nel 1922, fa seguito Leonora e nel 1928 Felix, il terzogenito. La famiglia Perutz viaggia molto in Europa e durante questi viaggi lo scrittore pubblica diversi articoli su alcuni quotidiani viennesi. Tra il 1926 e il 1927 Perutz è corrispondente dalla Russia, nello stesso periodo si occupa della traduzione dal francese di alcuni romanzi di Victor Hugo.

### (1928-1933) La crisi personale ed economica
Poco dopo la nascita dell'ultimo figlio muore la moglie Ida e questo tragico evento getta lo scrittore in una profonda disperazione, che in alcuni momenti arriva a rasentare lo squilibrio mentale. Sebbene fortemente scettico e riluttante, Leo Perutz inizia a frequentare medium e occultisti nel tentativo di stabilire un contatto con lo spirito della moglie morta. La profonda crisi economica finanziaria che sconvolge il mondo alla fine degli anni venti colpisce anche l'editoria riducendo considerevolmente le entrate della famiglia. La fiorente azienda tessile, di proprietà del fratello Hans, vede ridursi sensibilmente i profitti.
Collabora con il suo grande amico scrittore Alexander Lernet-Holenia nel tentativo di accrescere le magre entrate; con Paul Frank e Hans Adler tenta di occuparsi anche di teatro componendo diverse pieces che otterranno però alterne fortune.
Nel 1933 esce il romanzo St.Petri-Schnee (La neve di San Pietro), ma in Germania il nazismo è già al potere e il libro viene poco distribuito. Leo Perutz non è ancora inserito nella lista degli autori proibiti dal regime, ma la sua casa editrice, la Zsolnay, è di proprietà di un imprenditore ebreo e pertanto ne viene proibita la commercializzazione nel Terzo Reich. Con la perdita del mercato editoriale tedesco, le entrate economiche diminuiscono ulteriormente.

### (1934-1945) L'esilio in Palestina
Nel 1935 Leo Perutz sposa la sua seconda moglie: Grete Humburger.
Nel 1936 esce presso l'editore Zsolnay di Vienna quello che egli considererà il suo romanzo preferito e meglio riuscito: Der schwedische Reiter (Il cavaliere svedese), al quale aveva lavorato sin dal 1928.
Nel marzo del 1938 l'Austria è annessa alla Germania nazista e lo scrittore è costretto con la sua famiglia ad abbandonare Vienna. Inizialmente è l'Italia la sua destinazione, soggiorna infatti brevemente a Venezia e più a lungo a Forte dei Marmi in attesa di un visto per la Palestina. Dalla città toscana il 10 settembre 1938 la famiglia Perutz, cedendo alle pressioni del fratello Hans, convinto sionista che aveva nel frattempo trasferito la azienda familiare a Tel Aviv, si imbarca per Haifa. Lo scrittore considera la destinazione medio-orientale un vero e proprio esilio: in realtà avrebbe preferito una destinazione europea o nord americana.
L'esperienza della Palestina si rivela per lo scrittore dura e difficile sin dagli inizi. Leo Perutz non nutre particolari entusiasmi per la causa sionista; inoltre soffre la distanza dalla cultura europea con la quale era in contatto costante e alla quale rimarrà sempre legato.
È accolto calorosamente dalla comunità ebraica di Tel Aviv e nel 1939 è eletto membro del Pen-club della città e nel 1940 ottiene la cittadinanza ebraica. Nonostante la relativa tranquillità economica che proviene dal sostegno familiare, vivrà sempre con un senso di profondo disagio, nel ricordo degli amici rimasti in Europa.
Lo scrittore non ha alcun contatto con gli ambienti culturali ebraico-palestinesi: non ha rapporti con le riviste e con le associazioni che gli esiliati hanno fondato. Perutz mantiene anche dei rapporti limitati con gli altri membri di lingua tedesca della comunità ebraica in esilio, persino con Max Brod (lo scrittore praghese al quale va il merito tra l'altro di aver salvato dalla distruzione tutti i manoscritti kafkiani) e Arnold Zweig entrambi incontrati nel Pen-club.
Perutz parla e scrive un ebraico stentato, si ostina invece ad utilizzare esclusivamente il tedesco, quella che è considerata la lingua del nemico in un periodo della guerra nel quale le truppe dell'Asse italo-tedesco sembrano davvero in grado di sfondare il fronte in Egitto e di dilagare sino alla Palestina. Il suo non è un atteggiamento provocatorio nei confronti della élite sionista della colonia inglese quanto una dichiarazione di identità culturale, l'unica identità alla quale lo scrittore appartiene, quella mitteleuropea.
La caotica ed afosa Tel Aviv non si addice a Perutz; così la famiglia, nei mesi estivi, si trasferisce a Gerusalemme, della quale lo scrittore apprezza molto l'atmosfera e il clima più fresco. È facile incontrarlo per i vicoli della città vecchia mentre indossa la sua inseparabile cravatta di foggia europea e lo strano anello con inciso un pesce e la scritta contra currentem.
Su consiglio del fratello inizia a lavorare ad un manuale di bridge con il solo intento di migliorare le sue condizioni finanziarie. Esso verrà pubblicato anonimo negli Stati Uniti.
Nel 1941, grazie all'interessamento di alcuni amici emigrati in Argentina e all'aiuto di Jorge Luis Borges, che diverrà in seguito uno dei suoi massimi estimatori e promotori, alcuni libri vengono tradotti e pubblicati in spagnolo. In questo periodo Perutz scrive pochissimo e si dedica essenzialmente a ricerche storiche.

### (1945-1957) Il ritorno dall'esilio e la morte
Già nel 1945 Perutz tenta di rientrare in Austria con tutta la famiglia, ma la confusione generale che regna in Europa alla fine del secondo conflitto mondiale rende la cosa impossibile.
Nel 1947 la fondazione dello stato di Israele non viene accolta con grande entusiasmo dallo scrittore, convinto avversario di ogni forma di nazionalismo. Nella nascita di uno stato a forte identità religiosa Perutz vede la fine di una sua personale illusione, quella di vivere in un luogo, in una nuova patria a cavallo tra due culture, tra due mondi: quello occidentale che identifica la sua provenienza e l'oriente affascinante ed arcaico che rappresenta invece una conferma della sua vocazione.
Si dispiace della nuova realtà e si rammarica per il destino della stessa Gerusalemme, una città che, divisa, perde tutta la sua magia e la sua atmosfera. L'espulsione degli arabi inoltre viene vissuta da Perutz con profonda disapprovazione ed accresce nello scrittore il senso di disagio.
Nel 1948 scrive ad alcuni amici: La Palestina è cambiata... Gli arabi sono quasi scomparsi nella zona che ci appartiene. Non amo il nazionalismo e nemmeno il patriottismo, sono entrambi colpevoli di ogni disgrazia. Egli cerca ripetutamente di tornare in Europa, ma la guerra che nel frattempo è scoppiata tra Israele e i paesi arabi confinanti impone delle severe restrizioni a coloro che intendono recarsi all'estero.
Solo nel 1950, dopo diversi tentativi, Perutz ottiene per la prima volta il permesso di rientrare in Austria. Nel 1951 i Perutz ottengono nuovamente la cittadinanza austriaca e inizia per lo scrittore un pendolarismo tra Medio Oriente e Austria che lo accompagnerà sino alla morte.
Una volta giunto nella sua Vienna lo scrittore si rimette al lavoro, ma deve attraversare un nuovo momento difficile. Nonostante la notorietà non riesce a trovare nessun editore disposto a pubblicare i suoi racconti. E la causa, a detta delle stesse case editrici, risiede proprio nella sua identità ebraica, maturata negli anni dell'esilio, giudicata in taluni casi eccessiva o comunque non adatta alle richieste del mercato. Paradossalmente quindi proprio lo stesso antisemitismo che aveva costretto lo scrittore ad abbandonare la sua patria adottiva, lo accoglie al momento del rientro, quel rientro desiderato e cercato con tanta convinzione. Questa serie di esperienze negative contribuisce ad accentuare in Perutz quel senso di non appartenenza, di marginalità che era andato maturando sin dalla giovane età.
Nel 1953 esce finalmente quello che è considerato il romanzo capolavoro dello scrittore boemo: Nachts unter der steinernen Brücke (Di notte sotto il ponte di pietra). Il libro ottiene recensioni molto lusinghiere ma riesce a malapena ad essere distribuito nelle librerie a causa della bancarotta che colpisce l'editore poco dopo la sua pubblicazione.
Colpito da edema polmonare, Leo Perutz muore il 25 agosto 1957 a Bad Ischl nella regione del salisburghese, al confine tra Austria e Baviera, dove con la famiglia era solito trascorrere i periodi estivi.
Il romanzo capolavoro Der Judas des Leonardo (Il Giuda di Leonardo), ambientato ancora una volta nella Italia del Rinascimento, verrà pubblicato postumo grazie all'interessamento del suo amico-discepolo Alexander Lernet-Holenia.
Come ricorda Beatrice Talamo nella prefazione a La Nascita dell'Anticristo (Leo Perutz - Edizioni Studio Tesi, 1995), a partire dalla morte di Leo Perutz i suoi romanzi verranno progressivamente dimenticati e un sostanziale oblio scenderà sull'opera dello scrittore. Hans Harald Mueller, uno dei massimi conoscitori del romanziere praghese, attribuirà parte della responsabilità di questo oblio alla personalità stessa di Perutz: schiva, estremamente riservata, una sorta di atteggiamento elitario, di assoluta autonomia di giudizio, un'aristocratica e quasi sprezzante indifferenza nei confronti della critica letteraria, dei vari germanisti e persino dei suoi connazionali con i quali condivise la dura esperienza dell'esilio.

## La narrativa
Leo Perutz è considerato il maggiore esponente di un particolare genere di romanzo, lo storico-fantastico, che a cavallo dei due conflitti mondiali ottiene un grande successo editoriale nei paesi di lingua tedesca, affermandosi come genere abbastanza diffuso e popolare.
Ad una analisi più approfondita però la narrativa dello scrittore boemo risulta imbastita su una metafisica molto complessa che rende assai riduttivo definire Perutz come pura letteratura di intrattenimento, come ebbe a dire, forse troppo precipitosamente, Bertolt Brecht.
Nei romanzi di Perutz la componente fantastica non si esprime nella semplice distorsione della realtà, del fatto, del luogo o dei rapporti temporali tra i diversi momenti della narrazione, ma si insinua lentamente e con efficacia nei riferimenti tradizionali della quotidianità dei protagonisti, scardinandoli, producendone spesso la spersonalizzazione in un crescere di aberrazione che coinvolge totalmente il lettore e lo sospende in una atmosfera di cupo mistero e di piacevole disorientamento onirico.
Il romanzo di Leo Perutz è un romanzo storico, di sapiente e dettagliata ricostruzione che Theodor Adorno nella sua teoria estetica non esitò a definire di assoluto valore artistico e che più tardi affascinerà e influenzerà numerosi scrittori e cineasti, che alle opere dello scrittore si ispireranno o che tenteranno di portare sul grande schermo.
L'immagine che forse meglio sposa l'intreccio narrativo di Perutz è quella di un labirinto tridimensionale nella quale lo spazio occupa una sola dimensione, lasciando la seconda alla distorsione psicologica dei protagonisti e la terza alla ricostruzione storica; muoversi nel romanzo dello scrittore praghese significa perdersi in questa pluralità di suggestioni.
Autore pienamente viennese Leo Perutz si nutre delle atmosfere decadenti e fin de siècle in voga nei circoli letterari della capitale austro-ungarica, ma al tempo stesso autore praghese, di quella Praga che segna il destino di tanti autori mittel-europei e che rimane scolpita, nelle immagini del ghetto, dei vicoli e delle case diroccate, nella memoria ebraica dello scrittore.
Seppure fortemente connotati dal punto di vista storico, i personaggi di Leo Perutz sono avulsi e marginali rispetto all'epoca in cui stanno vivendo. Sono uomini affetti da una forma diversificata di menomazione, menomazione che impedisce loro di possedere un senso comune della realtà oppure di mantenerlo, di non perderlo.
Manca nell'autore qualsiasi intento politico e il Perutz dei grandi successi è sostanzialmente un nichilista, si interessa dei processi sociali che svolgono l'Europa tra le due guerre e li vive di persona in maniera conflittuale ma non professa un impegno, si limita alla denuncia di pericoli che vede e profetizza, come ad esempio quello della manipolazione delle coscienze o della decadenza della politica, della società, della cultura.
Il Perutz matematico e statistico affiora nella costruzione logica dell'elemento surreale. Il surrealismo si sviluppa spesso intorno ad un evento casuale che, lasciato cadere nel quotidiano, dilania la cruda e anonima routine dei protagonisti, anticipando così schemi kafkiani successivi.
Il reale esterno, storicamente delineato, preciso e il surreale interiore dei personaggi perutziani entrano in contatto creando un cortocircuito, un lampo accecante dal quale il lettore riemerge scegliendo la sua personale prospettiva, una individuale interpretazione di quanto è stato narrato.

## Opere

### Romanzi e racconti
- Die dritte Kugel, 1915 (La terza pallottola, traduzione di Franco Stelzer, L'editore, Trento, 1989; traduzione di Margherita Belardetti, Adelphi, 2024)
- Das Mangobaumwunder. Eine unglaubwürdige Geschichte, 1916 (Il miracolo dell'albero di mango, traduzione dal tedesco di Beatrice Talamo, E/O, Roma, 1988;  Il mistero dell'albero di mango, traduzione di Anna Corbella, Reverdito, Trento, 1989)
- Zwischen neun und neun, 1918 (Dalle nove alle nove, traduzione di Marco Consolati, Reverdito, Trento, 1988; poi Adelphi, Milano, 2003)
- Das Gasthaus zur Kartaesche. Eine Geschichte aus dem alten Österreich, 1920 (La locanda alla cartuccia)
- Der MarquIs von Bolibar, 1920 (Il Marchese di Bolibar, traduzione di Alberto Spaini, Astrea, Roma, 1945; Il Marchese di Bolibar, traduzione di Barbara Griffini, Adelphi, Milano, 1987)
- Die Geburt des Antichrist, 1921 (La nascita dell'anticristo, a cura di Beatrice Talamo, Studio Tesi, Pordenone, 1995)
- Der Meister des jüngsten Tages, 1923 (Il maestro del giudizio universale, traduzione di Roberto Soldati, Mondadori, Milano, 1931; traduzione di Elisabetta Bolla, Serra e Riva, Milano, 1983; traduzione di Margherita Belardetti, Adelphi, Milano, 2012)
- Turlupin, 1924 (Turlupin, traduzione di Carlo Sandrelli, Adelphi, Milano, 2000)
- Der Kosak und die Nachtigall, 1928 (Il cosacco e l'usignolo)
- Wohin rollst du, Äpfelchen?, 1928 (Tempo di spettri, traduzione di Rosella Carpinella Guarneri, Adelphi, Milano, 1992)
- Herr, erbarme DIch meiner, 1930 (Signore, abbi pietà di me)
- St.Petri Schnee, 1933 (La neve di San Pietro, traduzione di Carlo Sandrelli, Fazi, Roma, 1998; traduzione di Fabio Cremonesi e F. Bovoli, Adelphi, Milano, 2016)
- Der schwedische Reiter, 1936 (Il cavaliere svedese, traduzione di Elisabetta Dell'Anna Ciancia, Adelphi, Milano, 1991)
- Nachts unter der steinernen Brücke. Ein Roman aus dem alten Prag, 1953 (Di notte sotto il ponte di pietra, traduzione di Beatrice Talamo, E/O, Roma, 1988; nuova edizione E/O, 2017).
- Der Judas des Leonardo, 1959, postumo (Il Giuda di Leonardo, traduzione di Sabrina Di Gaspere, Fazi, Roma, 1997)

### Teatro
- Die Reise nach Pressburg - opera in tre atti di Leo Perutz e Georg Marton (1922)
- Morgen ist Feiertag - commedia in 5 atti di Leo Perutz e Hans Sturm (1935)
- Warum glaubst du mir nicht? - commedia in 3 atti (1936)

### Trasposizioni cinematografiche
- Das Abenteuer des Dr. Kircheisen - Regia: Rudolf Biebrach - (Germania) - (1921)
- Bolibar - Regia: Walter Summers - (Inghilterra) - (1928)
- Der Kosak und die Nachtigall - Regia: Piel Jutzi - (Austria) - (1935)
- Historia de una noche - Regia: Luis Saslavsky - (Argentina) - (1941)
- Tyro - Regia: Guy Maddin - (Canada) - (1990)
- Der Meister des jüngsten Tages - Regia: Michael Kehlmann - (Austria) - (1990)
- St. Petri Schnee - Regia: Peter Patzak - (Austria) - (1991)

## Citazioni su Leo Perutz
- "Leo Perutz è un Borges austriaco" - Bernard Pivot
- "Poeta, scrittore del fantastico e del fiabesco, simbolo (o relitto?) della grande Austria" - Hilde Spiel
- "I romanzi di Perutz sono modelli di romanzi storici per l'efficacia dell'impianto e l'altissimo livello artistico" - Max Brod
- "Perutz è il risultato di un faux pas di Agatha Christie e Franz Kafka" - Friedrich Torberg
- "Leo Perutz è un genio " - Ian Fleming
- "Romanzo geniale di grande tensione " - Theodor Adorno
- "Leo Perutz è poesia giornalistica" - Robert Musil
- "Si può definire il romanzo di Perutz come romanzo di intrattenimento e non mancherà alcun tipo di emozione, davvero non è uno dei soliti insulsi romanzi storici. Ma pure si tratta di vera arte." - Richard. A. Bermann
- "Perutz è un poeta cha ha la dote di scrivere romanzi entusiasimanti" - Carl von Ossiewsky
- "Romanzi da leggere per lunghi viaggi in treno" - Bertolt Brecht

### In italiano
- Beatrice Talamo, Leo Perutz: un ebreo praghese contro l'oblio, Edizioni Polistampa 1999
- Roberta Ascarelli - Postfazione a Il Giuda di Leonardo - Fazi editore 1997
- Marino Freschi - Prefazione a La neve di San Pietro - Fazi editore 1998
- Marino Freschi - Postfazione a Di notte sotto il ponte di Pietra - edizioni e/o 1992
- Beatrice Talamo - Introduzione a La nascita dell'Anticristo - Edizioni Studio Tesi 1995
- Marina Caracciolo, La riscoperta di Leo Perutz, in "Quaderni di Arenaria. Monografici e collettivi di Letteratura moderna e contemporanea"; n. XII (settembre 2017).

### In tedesco
- Alexander Peer: Herr, erbarme dich meiner! Leo Perutz, Leben und Werk Edition Arts & Science, Wien/St. Wolfgang 2007
- Hans-Harald Müller: Leo Perutz. Biographie. Zsolnay, Wien 2007
- Monica Strauss: Leo Perutz. Romancier des alten Prag In: Aufbau Nr. 3/2007, pagine 14 e seguenti
- Marina Rauchenbacher: Wege der Narration. Subjekt und Welt in Texten von Leo Perutz und Alexander Lernet-Holenia. Praesens, Wien 2006
- Brigitte Forster, Hans-Harald Müller (Hrsg.): Unruhige Träume, abgründige Konstruktionen. Wien 2002
- Arndt Krieger: »Mundus symbolicus« und semiotische Rekurrenz. Zum ironischen Spiel der Wirklichkeitssignale in Romanen von Leo Perutz. Düsseldorf 2000
- Ulrike Siebauer: Leo Perutz – Ich kenne alles. Alles, nur nicht mich. Gerlingen 2000,
- Hans-Harald Müller: Leo Perutz. München 1992
- Michael Mandelartz: Poetik und Historik. Christliche und jüdische Geschichtstheologie in den Romanen von Leo Perutz.Link all'indice e all'abstract dell'articolo
- Dietrich Neuhaus: Erinnerung und Schrecken. Frankfurt am Main 1984
- Leo Perutz 1882–1957. Eine Ausstellung der Deutschen Bibliothek Frankfurt am Main. Wien/Darmstadt 1989
- Karl Sigmund: Musil, Perutz, Broch - Mathematik und die Wiener Literaten, Mitteilungen Deutscher Mathematikerverein, 1999, fascicolo 2, pag. 47-54